# قصر الشوق (فلم)
قصر الشوق هو فيلم مصري عرض عام 1967، الفيلم مأخوذ عن رواية قصر الشوق وهي الجزء الثاني من ثلاثية نجيب محفوظ، بطولة نادية لطفي ويحيى شاهين وعبد المنعم إبراهيم وماجدة الخطيب وآمال زايد وسمير صبري ونور الشريف، ومن إخراج حسن الإمام.

## قصة الفيلم
بعد أن مات فهمي ابن السيد أحمد عبد الجواد، تمر خمس سنوات، ويخرج الأب إلى الحياة، لقد انتقلت بناته بعد زواجهن إلى حي قصر الشوق بالجمالية خلال العشرينات من هذا القرن، حيث ولدت زنوبة في بيت العالمه زبيدة ولم يلتفت إليها السيد عبد الجواد وقد ترك حياة الليل، يقرر عبد الجواد العودة إلى منزل زبيدة العالمة، ويفاجأ أن طفلة الأمس زنوبه قد كبرت وأصبحت فتاة وتستطيع زنوبه أن تجعل السيد عبد الجواد يقع في حبها وتقنعه بشراء عوامة لها، ولكنها في نفس الوقت تحب ياسين ابن أحمد عبد الجواد دون ان تعرف حقيقة الأمر وتتزوجه وتدخل أسرة السيد عبد الجواد كزوجة محترمة لابنه، أما كمال، فيحب عايدة، لكنها لا تتزوجه وتتركه يكفر بالمبادئ والمثل التي آمن بها، بعد أن تعايره بفقره، وتتزوج من أحد الشباب الأثرياء.

## طاقم التمثيل
- نادية لطفي: (زوبة العالمة)
- يحيى شاهين: (السيد أحمد عبد الجواد)
- عبد المنعم إبراهيم: (ياسين عبد الجواد)
- ماجدة الخطيب: (عايدة شداد)
- آمال زايد: (أمينة)
- سمير صبري: (حسن سليم)
- سهير الباروني: (خديجة عبد الجواد)
- نور الشريف: (كمال عبد الجواد)
- هالة فاخر: (عائشة عبد الجواد)
- زيزي مصطفى: (مريم أحمد رضوان)
- سعيد صالح: (إسماعيل لطيف)
- حسين إسماعيل: (محمد عفت)
- محمد شوقي: (إبراهيم الفار)
- أحمد غانم: (جرسون)
- محمد عبد المجيد: (جميل الحمزاوي)
- سيد عبد الله: (إبراهيم أفندي - زوج خديجة)
- ميمي شكيب: (زبيدة العالمة)
- زوزو شكيب: (أم عايدة شداد)
- شريفة ماهر: (صبية العالمة)
- نعيمة الصغير: (أم حنفي - خادمة أمينة)
- أشرف عبد الغفور: (حسين شداد)
- قطقوطة: (خادمة زبيدة)
- سمير سعد الدين: (علي عبد الرحيم)
- كامل أنور: (العربجي)
- فؤاد الألفي: (فؤاد - صديق كمال)
- عبد المنعم بسيوني: (خليل أفندي - زوج عائشة)
- أديب الطرابلسي: (يعقوب الجواهرجي)
- محمد السقا: (الطفل رضوان ياسين عبد الجواد)
- علية فوزي: (قوادة)
- سميحة محمد: (عالمة)
- سناء الباروني: (غناء)

## فريق العمل
- إخراج: حسن الإمام
- قصة: نجيب محفوظ
- سيناريو وحوار: محمد مصطفى سامي
- مدير التصوير: مصطفى حسن
- مونتاج: رشيدة عبد السلام
- موسيقى تصويرية: علي إسماعيل
- إنتاج: شركة القاهرة للإنتاج السينمائي (حلمي رفلة)
- توزيع: شركة القاهرة للتوزيع السينمائي
- تأليف الأغاني: حسيب غباشي
- ألحان الأغاني: نجيب السلحدار

## روابط خارجية
- مقالات تستعمل روابط فنية بلا صلة مع ويكي بيانات